# مرسدس-بنز ۵۰۰ای
مرسدس بنز ۵۰۰ای (Mercedes-Benz 500E) خودرویی است که در سال‌های ۱۹۹۰ تا ۱۹۹۴ (Model Year ۱۹۹۱ تا ۱۹۹۴)در آلمان تولید شده‌است.
این ماشین فروتن با ظاهری نجیب برترین مدل W124 هست و سابقه جذابی دارد. در نگاه اول، به دلیل داشتن ارتفاع کمتر و قسمت جلویی اصلاح‌شده و چراغ‌های مه‌شکن داخلی، نسبت به دیگر مدل‌های سری ۱۲۴ کوچک‌تر به نظر می‌رسد.
مشخصات فنی آن هنوز هم هوشمندانه هست، موتور ۵٫۰ لیتری V8، توان قابل‌توجه ۳۲۱ اسب بخار تولید می‌کرد و به لطف آن شتاب‌گیری با W124 500 E یک تجربه هیجان‌انگیز بود، زیرا پر کردن ۰ تا ۱۰۰ فقط در ۶٫۱ ثانیه صورت می‌گرفت.
در حال حاضر یعنی ۲۵ سال بعد از آن مدل جدید E500 با توان ۴۰۲ اسب بخار ۰ تا ۱۰۰ کیلومتر بر ساعت را در ۴٫۹ ثانیه پر می‌کند که فقط کمی بیش از یک ثانیه سریع‌تر است و این نشان‌دهنده این است که این ماشین تا چه اندازه جلوتر از زمان خود بوده‌است.
موتور و گیربکس اتوماتیک چهار سرعته آن هردو از مدل ۵۰۰SL قرض گرفته‌شده بود، و به لطف «سیلندر استاندارد» موتور، شاتون و سیستم تزریق بوش LH-Jetronic، آن‌ها مشترک بود. حداکثر سرعت به‌صورت الکترونیکی به ۲۵۰ کیلومتر بر ساعت محدود شده بود.
بین سال‌های ۱۹۹۰ تا ۱۹۹۵، تنها ۱۰۴۷۹ واحد از این مدل ساخته شد (ازجمله نسخه E 60 AMG)، همچنین از سال ۱۹۹۳ به بعد مدل فیس‌لیفت آن به کلاس E، تغییر نام داد و به همین ترتیب نام مدل‌های بعدی آن، از 500E به E500 تبدیل شد.
تغییرات دیگر شامل یک جلوپنجره مشبک با طراحی جدید و طراحی دوباره قسمت عقب بود، و علاوه بر این مدل جدید با سیستم ASR (کنترل لغزش شتاب‌گیری)، که بیشتر از یک ضرورت یک شیوه بازاریابی هوشمندانه بود، عرضه شد.
اما در مورد مشارکت پورشه در این پروژه، مرسدس از مراحل اولیه این پروژه جهت توسعه ظرفیت تولید پیشنهاد استفاده از کمک همسایه اشتوتگارتی خود را به میان آورد. سپس فرایند تولید تقسیم شد و پورشه در نهایت به آن‌ها در کنترل مونتاژ نهایی قطعات کمک کرد.
حجم نسبتاً کوچکی از فرایندهای تولید بر عهده پورشه بود و یکی از دلایل این کار این بود که پورشه در واقع در اوایل دهه ۹۰ دوران سختی را پشت سر می‌گذاشت.

در مجموع، 500E تا ماه آوریل سال ۱۹۹۵ تولید شد و پس‌ازآن در همان سال مدل W210 کلاس E، راه آن را ادامه داد. البته، جانشین لایق 500E در واقع W210 E 50 AMG، بود که دقیقاً ۲۰ سال پیش، در سپتامبر ۱۹۹۵ در نمایشگاه بین‌المللی فرانکفورت، رونمایی شد.